# Lady (grupo)
Lady (Hangul: 레이디) fue un grupo pop coreano, conocido como el primer grupo transgénero de ese país.  La banda estaba formada por Sinae, Sahara, Binu y Yuna. Según la historia oficial, ellas fueron los mejores de cientas que intentaron ser parte de esta banda. Aunque estaba previsto que solo hubiera tres miembros en el grupo, en el último minuto se añadió una cuarta.
Su formación se inspiró en el surgimiento de Harisu, una cantante y actriz coreana, que también es transgénero. Sinae ha aparecido anteriormente en comerciales con un grupo de baile femenino, así como en un video musical de Cho PD, y Sahara es una ganadora de un concurso de belleza de 2003 en Tailandia y una ex modelo de jeans.
Lady lanzó su primer álbum homónimo en 2005, compuesto por ocho temas, muchos de ellos remezclas de sus dos primeros sencillos, "Attention" y "Ladies Night". La prensa les prestó mucha atención, dada su condición única como banda transgénero en un país conservador.  Sin embargo, sólo pudieron actuar en programas de música coreana unas cuantas veces, mientras que su música y sus vídeos no fueron bien recibidos. Para conseguir más publicidad, lanzaron un fotolibro con fotos de desnudos de todas las integrantes de Lady, pero esto tampoco logró catapultarlas al estrellato.
Lady se disolvió oficialmente a principios de 2007. 

## Discografía
| Título                | Detalles del álbum                                         | Listado de canciones |
| --------------------- | ---------------------------------------------------------- | --- |
| Dama 1ra (1집 레이디) | - Fecha de lanzamiento: 7 de abril de 2005 - Género: Danza | Intro - Lady 1st In Da Club Attention Ladies Night Attention (Remix) Ladies Night (Plus1000 Club Mix) Attention (Instrumental) Ladies Night (Instrumental) |